# 유희왕 SEVENS
《유희왕 SEVENS》(유희왕 세븐즈)는 2020년 4월 4일부터 2022년 3월 27일까지 TV 도쿄 계열에서 방영된 『유희왕』의 애니메이션 시리즈의 7번째 작품이다.

## 등장인물

### 주요인물
오도 유가(王道　遊我)/황유가
성우: 이시바시 히이로 (일본어판)/서반석, 이주은 (유년기) <한국어판>
유희왕 세븐즈의 주인공이자 러시듀얼의 창조자. 고하 제 7초등학교 학생이다.
현재 나이 11살로 역대 유희왕시리즈의 주인공 중에서 가장 어리다. 자신의 발명품을 '로드'라고 부르는데, 자신의 '로드'중에서 가장 마음에 들었던건 '러시 듀얼'이라고 한다.
덱은 마법사족 위주의 러시 듀얼덱이다. 에이스 몬스터는 '세븐즈 로드 매지션'이다.
카미조 타츠히사(上城　龍久)/사룩희 - 루크
성우: 야시로 타쿠 (일본어판)/이주승, 신나리 (유년기) <한국어판>
주인공 오도 유가의 라이벌이며 나이는 오도 유가와 같은 11살이다.
자칭 루크라고 하며 악마와 계약했다는 중2병스러운 면모가 있다.
덱은 드래곤족 위주의 러시듀얼용 덱. 에이스 몬스터는 '연격룡 드라기어스'.
키리시마 로민(霧島　ロミン)/진로민
성우: 쿠스노키 토모리 (일본어판)/이은조 (한국어판)
유희왕 세븐즈의 히로인. 앞서 말한 유가,타츠히사와 같은 5학년이다.
학교안에서는 친척인 키리시마 로아와 함께 '로아로민'이라는 밴드로 활동한다.
듀얼에는 별로 관심이 없어서 본인의 덱은 없고, 유가가 넘겨준 에코 덱을 쓴다. 에이스 몬스터는 '채광의 프리마기타나'.
자신의 감정이 참을 수 없을 만큼 달아오르면 성격이 바뀌며 최강의 듀얼리스트가 된다.
이후 로아의 스파이였다는 사실이 밝혀지는데, 로아의 스파이가 된 이유는 로아에게 자신이 음치라는 약점을 잡혔기 때문이었다.
소게츠 가쿠토(蒼月　学人)/문인학
성우: 하나에 나츠키 (일본어판)/임채빈 (한국어판)
유희왕 세븐즈의 조력자. 이 쪽은 유가, 타츠히사, 로민보다 한살 많은 12살.
작중에선 학생회장을 맡았다. 작중 5화에서 유가와의 듀얼에서 패배해 학생회장에서 물러났지만 다시 한 학생회장 선거에서 다시 한번 당선되어 타츠히사를 절망시킨 전적이 있다.
앞서 말한 유가, 타츠히사와는 다르게 종족을 중심으로 하는 덱을 쓰지 않는다. 에이스 몬스터는 '마장 야메루라'.

## 스태프
- 原作：『遊☆戯☆王』（集英社　ジャンプ　コミックス刊）
- 企画：瓶子　吉久、出羽　昌司、川崎　由紀夫（テレビ東京）、平岡　利介（テレビ東京）
- エグゼクティブプロデューサー：伊能　昭夫、保坂　剛志、廣部　琢之〔第１〜２０話〕→丸茂　礼〔第２１〜９２話〕（テレビ東京）
- プロデューサー：相川　貴彦、髙德　明弘、薮野　高輔〔第１〜６０話〕→梅津　智史〔第６１〜９２話〕（テレビ東京）
- アソシエイトプロデューサー：大好　誠、熊野　慎一郎、番　泰之（テレビ東京）
- シリーズ構成：竹内　利光
- デュエル構成：彦久保　雅博
- キャラクターデザイン：只野　和子、松下　浩美
- モンスターデザイン：きむら　ひでふみ、こいで　たく（第６１〜９２話）
- プロップデザイン：やまだ　たかひろ、神宮寺　一（第６１〜９２話）
- 美術監督：高　大浩
- 美術設定：川井　憲（第４〜９２話）
- 色彩設計：舟田　圭一
- 撮影監督：大泉　鉱、岩崎　敦（第１〜１３話）→川瀬　輝之（第１４〜５２話）
- ＣＧプロデュース：永田　太
- ＣＧディレクション：上條　嘉之
- 編集：西村　英一
- 音響監督：山本　浩司
- 音楽：川﨑　龍、志村　絵麻（第４０〜９２話）
- 音楽協力：デルファイサウンド、テレビ東京ミュージック（第４〜９２話）
- 音楽制作協力：ＭＡＳＴＥＲＨＯＯＤ
- アニメーション制作：ブリッジ
- アニメーション統括：中山　浩太郎
- アニメーションプロデューサー：牧野　公翔
- 監督：近藤　信宏
- 製作：遊☆戯☆王ＳＥＶＥＮＳ製作委員会（集英社、コナミホールディングスまたはコナミデジタルエンタテインメント、ＴＶ　ＴＯＫＹＯ）
- 著作権表示：©スタジオ・ダイス／集英社・テレビ東京・ＫＯＮＡＭＩ

### 韓国語版スタッフ
- 기획: 심상백
- 수입/배급: 송경아, 손승희, 허조영 (제53화~), 김한솔, 윤지현 (제1~52화), 최지연 (제1~52화), 장아름, 고혜윤 (제1~52화), 김재한 (제1~52화) → 김아리 (제53화~), 채나현 (제53화~), 김유빈 (제53화~)
- 편성: 신지연 (제1~52화), 정헌식 (제1~52화), 김솔샘, 배한철 (제1~52화), 김은정 (제1~52화) → 김한솔 (제53화~), 황서연 (제53화~)
- 운행: 김인경, 백지연, 이동영
- OAP: 배정민, 김효정, 박찬경, 박규미 (제1~52화) → 윤혜림 (제53화~)
- 번역: 송승은
- CG수정: 배상환 (제1~52화)
- CG: 김연수 (제53화~)
- 녹음/믹싱: 강건구
- 종합편집: 조혜민
- 연출: 이진영 (제1~52화) → 정영진 (제53화~)

## 주제가

### 일본어판

#### 오프닝
「ナナナナナナナ」（第１〜２５話、第２７〜５１話）
歌・作詞・作曲・編曲：佐伯　ユウスケ
「ハレヴタイ」（第５３〜９０話）
作詞：Ｒｙｕｊｉ・ＨＡＫＵＥＩ／作曲：ＨＡＫＵＥＩ／編曲：ｔａｔｓｕｏ／歌：Ｔｈｅ　Ｂｒｏｗ　Ｂｅａｔ

#### 엔딩
「ゴーハ第７小学校校歌」（第１〜１２話、第１４〜５２話）
作詞・作曲・編曲：佐伯　ユウスケ／歌：王道　遊我（ＣＶ：石橋　陽彩）とルーク（ＣＶ：八代　拓）とガクト（ＣＶ：花江　夏樹）
「ミニスケープ」（第１３話）
作詞：ｅＮｕ／作曲・編曲：馬渕　直純／歌：霧島　ロア（ＣＶ：古田　一紀）
「Ｎｅｖｅｒ　Ｌｏｏｋｉｎｇ　Ｂａｃｋ」（第５３〜８６話、第８８〜９２話）
作詞・作曲：ミチヒロモトキ／編曲：渡辺　拓也／歌：シズクノメ
「Ａｒｅ　Ｙｏｕ　Ｒｅ：Ｄ？」（第８７話）
作詞：楠木　ともり／作曲・編曲：馬渕　直純／歌：霧島　ロミン（ＣＶ：楠木　ともり）

#### 挿入歌
「ミニスケープ」（第１３話、第１８話）
作詞：ｅＮｕ／作曲・編曲：馬渕　直純／歌：ロアロミン（霧島　ロア　ＣＶ：古田　一紀）
「ナナナナナナナ」（第２６話、第５２話、第９２話）
歌・作詞・作曲・編曲：佐伯　ユウスケ
「ハレヴタイ」（第９１〜９２話）
作詞：Ｒｙｕｊｉ・ＨＡＫＵＥＩ／作曲：ＨＡＫＵＥＩ／編曲：ｔａｔｓｕｏ／歌：Ｔｈｅ　Ｂｒｏｗ　Ｂｅａｔ

### 한국어판

#### 오프닝
「나나나나나나나」 (제1~25화, 제27~51화)
노래: 이주승
「화려한 무대」 (제53~90화)
노래: 차형훈/코러스: 민두홍

#### 엔딩
「고하 제7 초등학교 교가 제창」 (제1~12화, 제14~52화)
노래: 황유가 (CV. 서반석), 루크 (CV. 이주승), 문인학 (CV. 임채빈)
「미니스케이프」 (제13~52화)
노래: 진로아 (CV. 장서화)
「Never Looking Back」 (제53~86화, 제88~92화)
노래: 차형훈

## 기타

### 방영 전 반응
처음 방영전 PV 등장으로 충격을 주었다. 첫 공개됐을 당시의 반응이 좋지 않아 사회자가 당황하기도 했다.

### 방영 후 반응
1화 방영후 나빴던 반응이 좋아지고 스토리도 괜찮다는 평이 많다. 그리고 캐릭터들도 망가질 때에는 잘 망가진다.
어린이 만화로는 합격이라는 평이 대다수지만, 전전작 유희왕 ARC-V처럼 후반으로 갈수록 작품성이 망가질 수 있어서 더 지켜봐야 한다.

## 참고 사항
1. ↑  2021년 4월 4일부터 토요일에서 일요일로 요일 변경.